# I Love You (2NE1의 노래)
"I Love You"는 대한민국의 걸 그룹 2NE1의 노래이다. 2012년 7월 5일 KMP홀딩스를 통해 발매되었다. 9월 19일에는 일본에서 2NE1의 세 번째 일본 싱글로 발매되었다.

## 평가
《이즘》의 여인협은 "여러 인터뷰들은 이번 싱글을 트로트적인 요소가 짙은 곡이라 언급하고 있지만, 트로트보다는 엇박 리듬의 트랜스로 받아들이는 편이 혼란이 없을 듯하다. 레이디 가가, 고티에, 데이비드 게타 등의 문법을 곳곳에 숨겨 놓기까지 했다. 곡이 왠지 모르게 익숙하면서도 이유를 딱히 꼽기가 어렵게 들리는 것은 바로 이런 다양한 레퍼런스들 때문이다"며 별점 5점 중 3.5점을 부여했다.

## 차트

### 주간 차트
| 차트 (2012)                 | 최고 순위 |
| --------------------------- | --------- |
| 대한민국 (가온 디지털 차트) | 1         |
| 미국 (빌보드 가스펠 송)     | 21        |
| 일본 (오리콘)               | 5         |

### 연간 차트
| 차트 (2012)                 | 최고 순위 |
| --------------------------- | --------- |
| 대한민국 (가온 디지털 차트) | 6         |

## 발매 일정
| 국가 | 일정            | 레이블          | 포맷                        |
| ---- | --------------- | --------------- | --------------------------- |
| 세계 | 2012년 7월 5일  | YG 엔터테인먼트 | 디지털 다운로드             |
| 일본 | 2012년 8월 29일 | YGEX            | 디지털 다운로드 (일본 버전) |
| 일본 | 2012년 9월 19일 | YGEX            | CD 싱글 (일본 버전)         |